# China Merchants Jinling Nanjing Shipyard

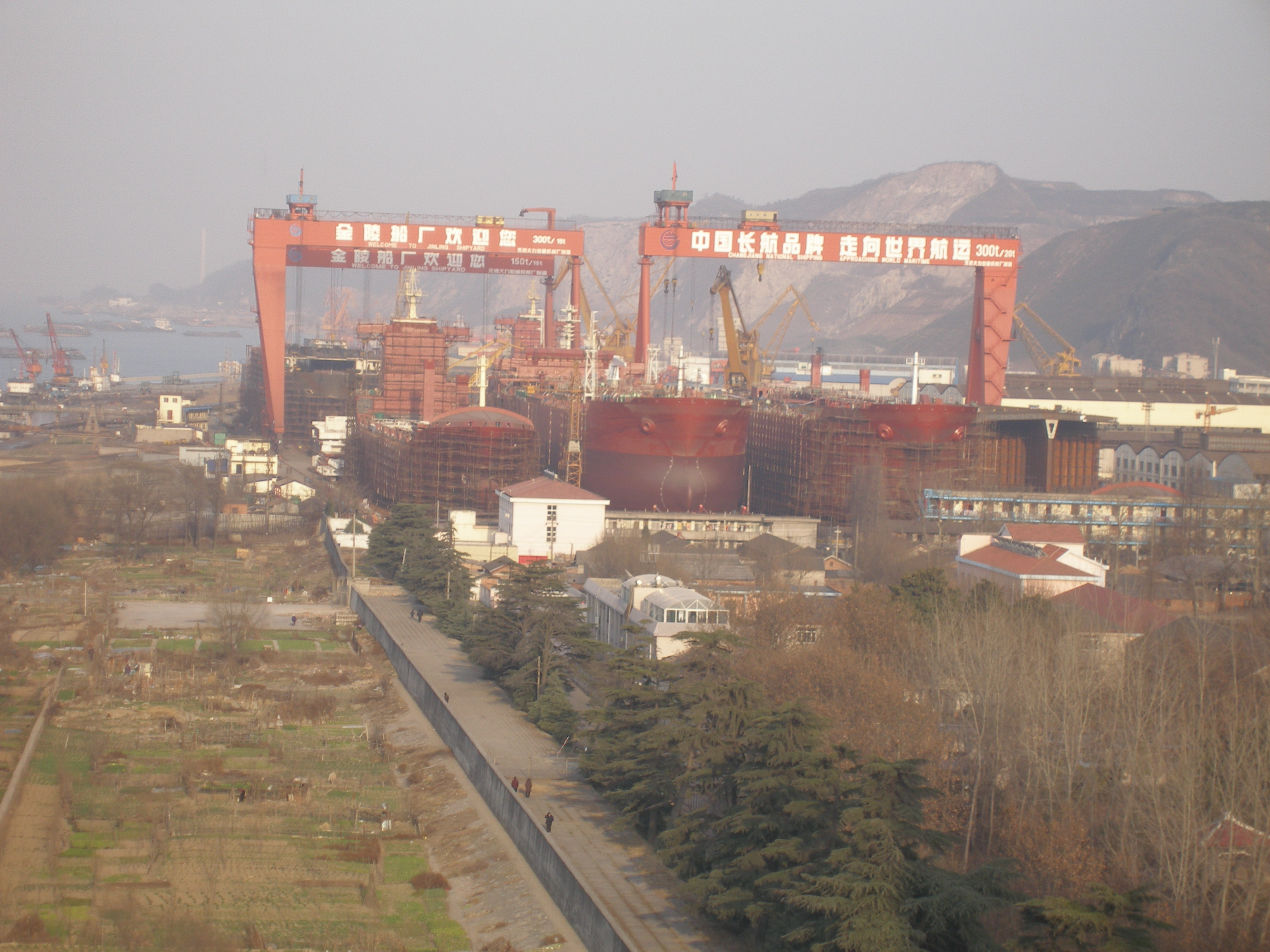

China Merchants Jinling Nanjing Shipyard, tidigare Sinotrans & CSC Jiangsu Jinling Shipyard, är ett kinesiskt varv vid Yangtsefloden i Nanjing i provinsen Jiangsu. Det grundades 1951.
Tidigare ägare Sinotrans-CSC China Changjiang National Shipping Group sålde 2019 varvet till China Merchants Industry Holdings, ett dotterföretag till China Merchants Group.
Varvet tillverkar framför allt ro-ro-, bulk-, biltransport- och ropaxfartyg och har en kapacitet att bygga omkring 25 fartyg om året. Det har levererat fartyg till bland andra danska DFDS, tyska TT-Line, italienska Grimaldi Group (Finnlines) och det kinesiska biltransportföretaget Anji Shipping.

## Byggda fartyg i urval
- M/S Finnpulp för Finnlines, 2002
- M/S Nils Holgersson för TT-Line, 2022
- M/S Peter Pan för TT-Line, 2023

## Bildgalleri

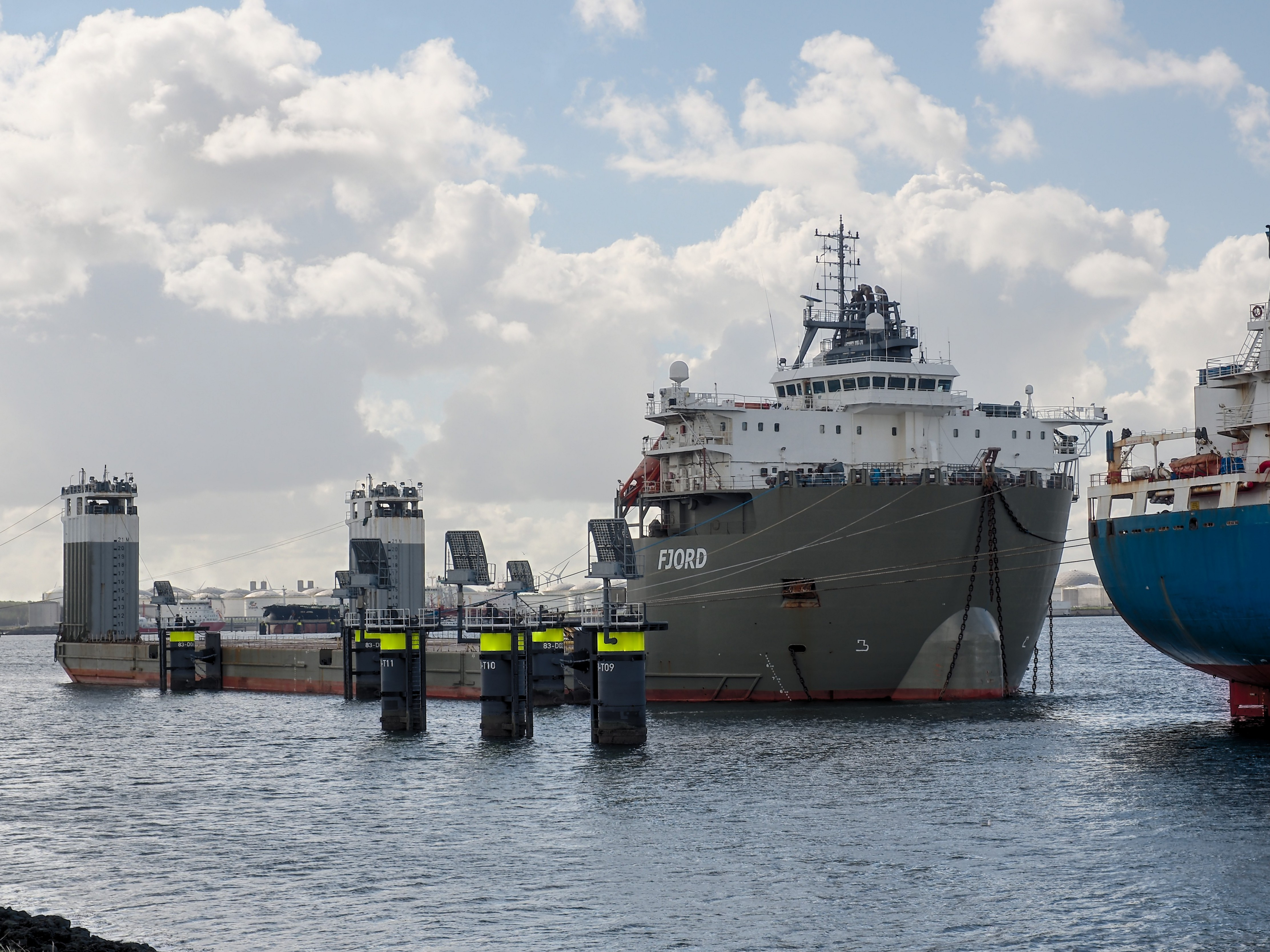
Fjord, semi-submersible heavy lift ship, byggd 2020
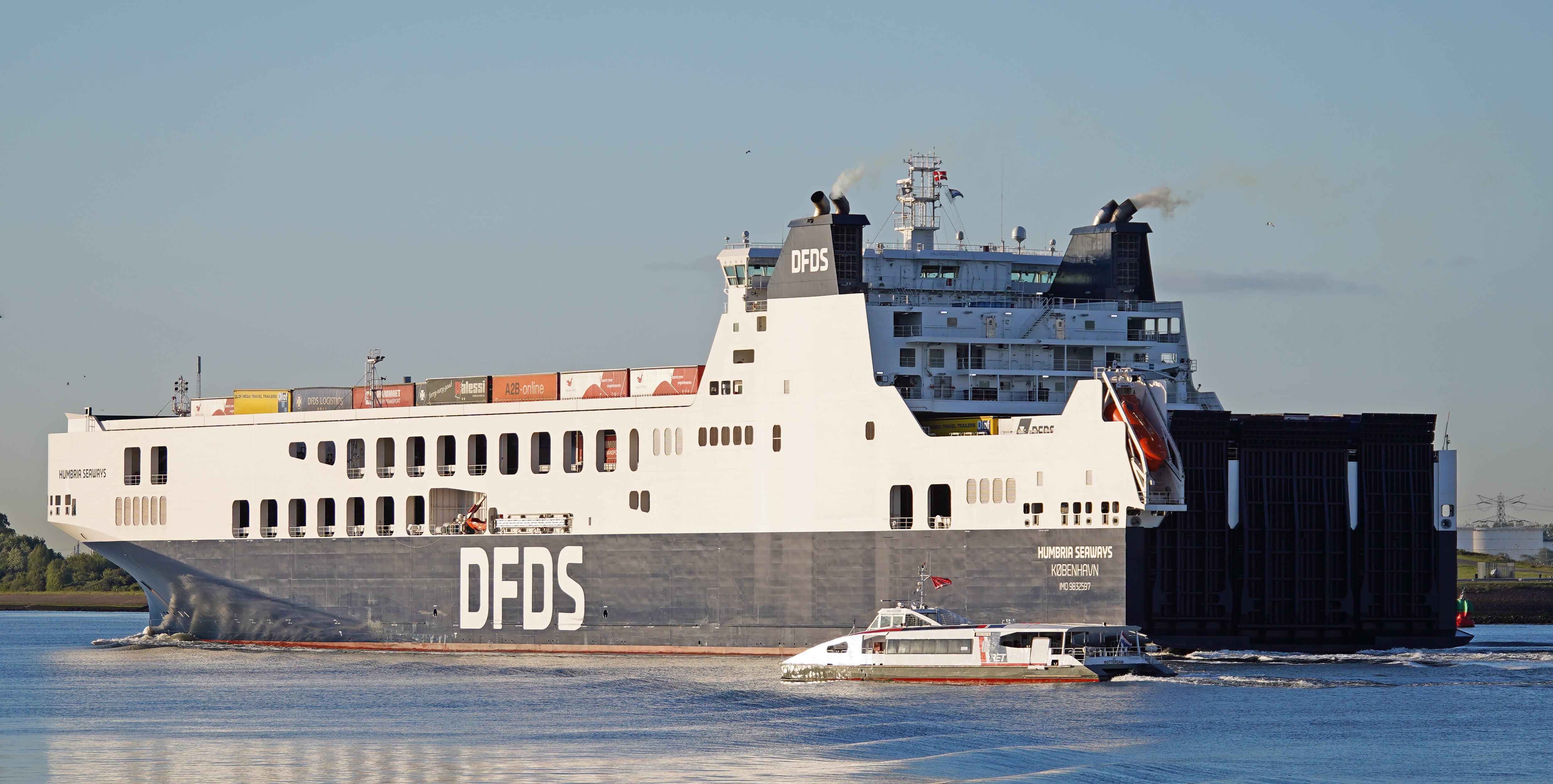
Humbria Seaways, Ro-Rofartyg, byggt 2020
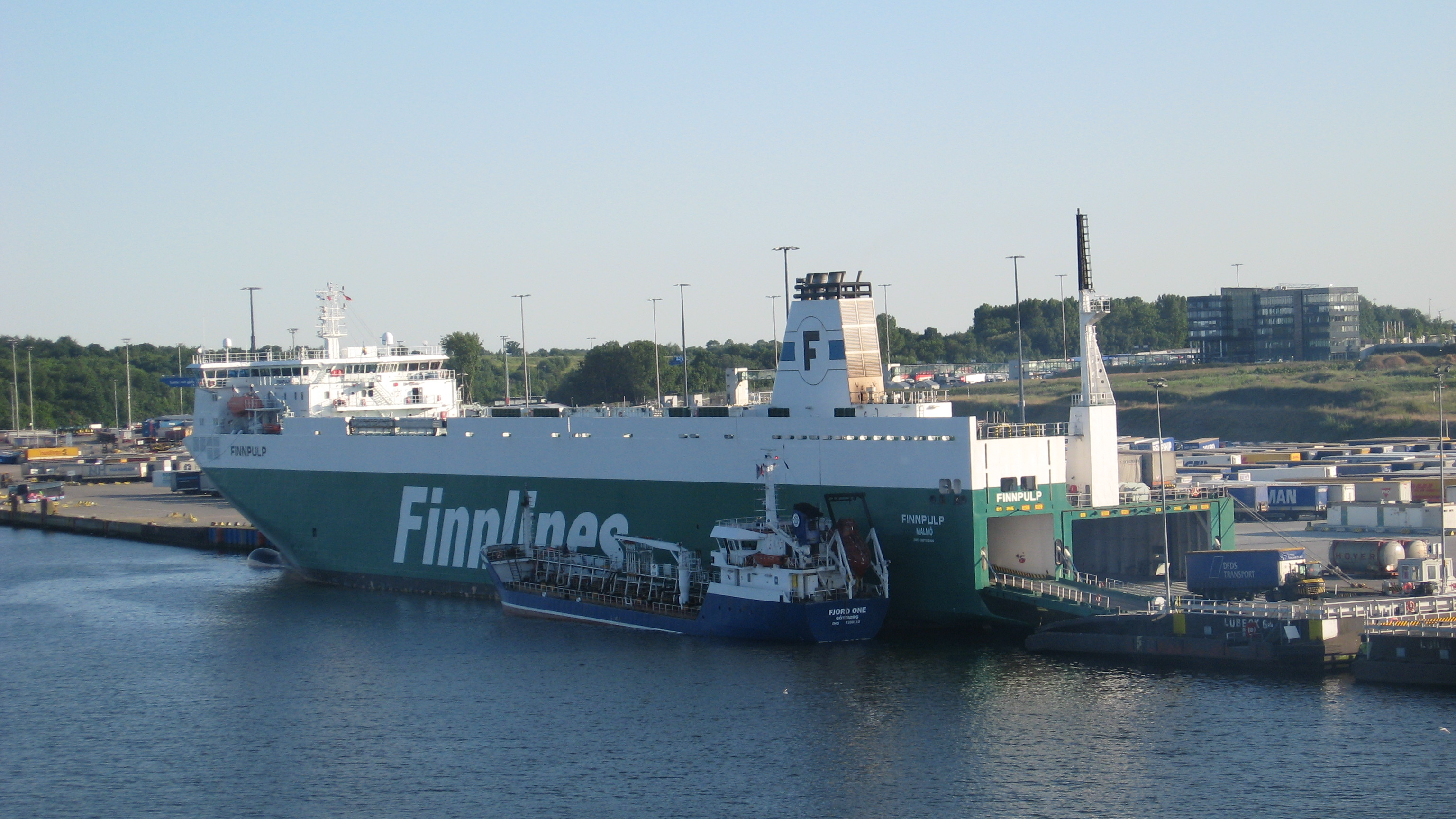
M/S Finnpulp i Travemünde, byggd 2002, tillsammans med M/S Fjord One
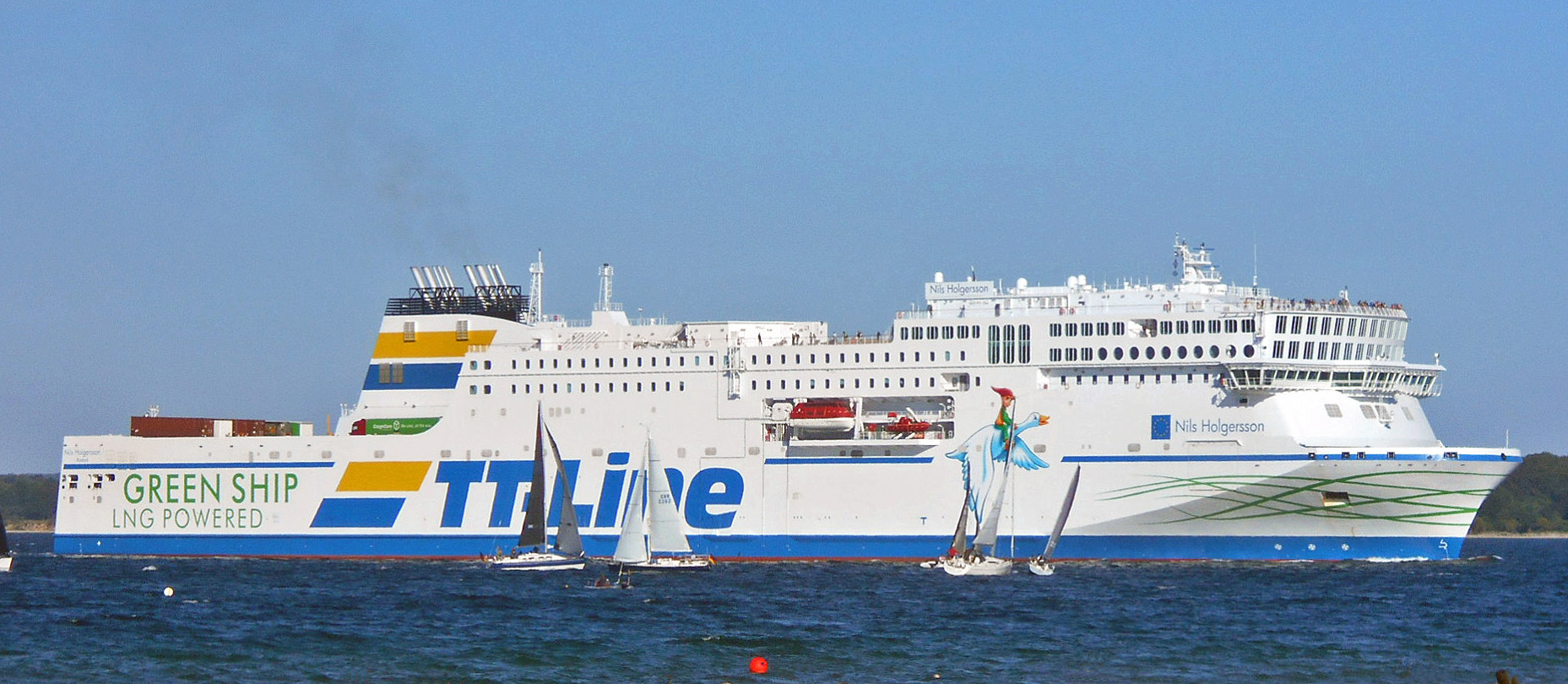
M/S Nils Holgersson